# Майорка
Майорка (на испански: Mallorca) е най-големият остров на Испания и втори по население след Тенерифе. Намира се в Средиземно море и е част от Балеарските острови. Столица на острова е Палма де Майорка. Майорка е с население от 873 414 жители (2011 г.) и обща площ от 3640,11 км².
Майорка е остров на испанските Балеарски острови в Западно Средиземно море. През изминалите 50 години Майорка се е превърнала в един от най-предпочитаните ваканционни острови в Европа. По-голямата част от населението (ок. 500 000 души) живее в и около столицата Палма де Майорка. Най-слабо населен е районът Ескорса. Туризмът е основен поминък на населението и през летния сезон градовете са препълнени с посетители. Островът е посещаван от 12 млн. туристи годишно. Островът се поделя на 9 провинции.

## Географско описание
По голямата част от острова представлява хълмиста равнина. На северозапад, покрай северното крайбрежие на прожение около 80 km се простира планинската верига Сиера де Трамонтана с най-висок връх Пуч Майор (1445 m). Североизточните и югозападните брегове са разчленени от големи заливи – Полменса и Алкудия на североизток, Палма на югозапад. С изключение на северозападното крайбрежие, което е стръмно и скалисто останалите брегове са заети от обширни пясъчни плажове. Климатът е средиземноморски, а естествената растителност е представена от средиземноморски ландшафти. Отглеждат се цитрусови култури, лозя, маслини. Развит риболов.

## Език
Като автономна област на Испания за Майорка се казва: „Каталонският език, характерен за Балеарските острови, заедно с кастилския испански език се приемат за официални езици“. Жителите имат собствен диалект, наречен mallorquín. Основната му разлика с Каталонския език е изпускането на гласните „е“ и „а“ и използване на нетрадиционни частици вместо пълен член.

## История
Най-ранните датировки сочат времето на неолита – около 3500 години пр. Хр. Период на преход от Бронзовата епоха. В провинция Калвиа се намира археологически парк с площ около 3 хектара, в който се намират различни гробове и може да се съди за погребалните маниери на праисторическите хора.
През Средновековието островът често бил място на битки и инвазии. По-късно – през 17 – 18 век Майорка често е нападана от турски, арабски и берберски пирати.